# عدد نجمي
العدد النجمي هو عدد شكلي ممركز يمثل شكل نجمة سداسية. و هو نفس العدد مضلعي الثننائي عشر.
| 1 |  | 13                                                |  | 37 |
| - |  | ------------------------------------------------- |  | --- |
| * |  | * · * · * · * · * · * · * · * · * · * · * · * · * |  | * · * · * · * · * · * · * · * · * · * · * · * · * · * · * · * · * · * · * · * · * · * · * · * · * · * · * · * · * · * · * · * · * · * · * · * · * |

تعطى صيغة العدد النجمي للعدد n بالعلاقة: 6n( 1 -n ) + 1
تعطى الأعداد الأولى من سلسلة الأعداد النجمية كالتالي:
1 - 13 - 37 - 73 - 121 - 181 - 253 - 337 - 433 - 541 - 661 - 793 - 937 - ...
في مجموعة 10,000,000 الأعداد الصحيحة الطبيعية الموجبة الأولي يوجد فقط 1292 عدد نجميا فقط.